# Табону (Олт)
Табону (рум. Tabonu) насеље је у Румунији у округу Олт у општини Обаршија. Oпштина се налази на надморској висини од 99 m.

## Становништво
Према подацима из 2002. године у насељу је живело 186 становника, од којих су сви румунске националности.